# Stazione di Fuenlabrada
La stazione di Fuenlabrada è una stazione ferroviaria di Fuenlabrada, sulla linea Madrid-Valencia de Alcántara.
La stazione offre servizi di media distanza e forma parte della linea C5 delle Cercanías di Madrid.
Si trova all'incrocio tra paseo de la Estación e paseo de Romain, nel comune di Fuenlabrada della Comunità di Madrid.
La stazione è collegata alla stazione di Fuenlabrada Central che dà servizio alla linea 12 della metropolitana di Madrid.

## Storia
La stazione è stata inaugurata il 20 giugno 1876 con l'apertura del tratto Madrid - Torrijos della linea che collegava la capitale spagnola con Malpartida de Plasencia.
Negli anni 80 la stazione è stata incorporata alla linea 5 delle Cercanías, di cui è stata capolinea fino al 2003.